# Stazione di Milano Villapizzone
Stazione di Milano Villapizzone vasútállomás Olaszországban, Lombardia régióban, Milánó településen.

## Vasútvonalak
Az állomást az alábbi vasútvonalak érintik:
- Torino–Milánó-vasútvonal
- Domodossola–Milánó-vasútvonal
- Luino–Milánó-vasútvonal
- Stabio/Porto Ceresio–Milánó-vasútvonal
- Milánó Passante-vasútvonal

## Kapcsolódó állomások
A vasútállomáshoz az alábbi állomások vannak a legközelebb:
- Stazione di Milano Certosa (Domodossola–Milánó-vasútvonal, Luino–Milánó-vasútvonal, Stabio/Porto Ceresio–Milánó-vasútvonal, Torino–Milánó-vasútvonal, Milánó Passante-vasútvonal)
- Stazione di Milano Greco Pirelli (Milánó belt-vasútvonal)
- Stazione di Milano Lambrate (Milánó belt-vasútvonal)
- Stazione di Milano Bovisa (FS)
- Stazione di Milano Lancetti